# Anthony Asquith
Anthony Asquith (Londra, 9 novembre 1902 – Londra, 20 febbraio 1968) è stato un regista e sceneggiatore britannico.

## Biografia

### Esordi
Figlio del Primo Ministro del Regno Unito Herbert Henry Asquith, studiò all'Università di Winchester e successivamente tra il 1921 e il 1925 ad Oxford.
Divenne membro della London Film Society: sorto nel 1925, per iniziativa dello scrittore Ivor Montagu e dell'attore Hugh Miller, questo club privato si proponeva di far conoscere importanti opere cinematografiche, cui, per motivi di ordine commerciale o politico, era stata negata la circolazione nei circuiti normali. Fu qui, ad esempio, che si proiettarono le opere di Sergej Michajlovič Ėjzenštejn e di Vsevolod Illarionovič Pudovkin, la cui circolazione era stata vietata dal British Board of Film Censors, per il loro contenuto propagandistico. In questo ambiente, frequentato da eminenti personalità dell'epoca - quali Virginia Woolf, George Bernard Shaw, Maynard Keynes e il regista Victor Saville - Anthony Asquith sviluppò una profonda conoscenza delle avanguardie cinematografiche sovietiche e tedesche. In una postilla ai corsi di regia tenuti tra il 1933 e il 1934, Ėjzenštejn scriveva: "...solo un giovane regista (al tempo anche critico), Anthony Asquith, ha indicato che il finale di Potëmkin è stato costruito secondo il principio dell'ultimo atto dei film western".
Tali influenze possono essere individuate già in alcune fresche e originali scelte stilistiche del suo primo film, Shooting Stars (1928), sul quale, per quanto accreditato solo come aiuto regista di H.V. Bramble, Asquith assunse il pieno controllo produttivo. I successivi film muti Underground (1928) e A Cottage on Dartmoor (1930) sono ricchi di omaggi all'espressionismo tedesco. Nel frattempo, nel 1926, si era recato a Hollywood, stringendo una stretta amicizia con gli attori Douglas Fairbanks e Mary Pickford.

### Anni trenta
Anche con l'avvento del sonoro, Asquith confermò il suo talento "nell'uso contrappuntistico del rapporto tra sonoro e visivo" con Tell England (1931), film sulla tragica spedizione inglese di Gallipoli del 1915. Dopo alcune produzioni per la British International Pictures, passò alla neonata Rank Corporation, per cui, nel 1938, diresse insieme con Leslie Howard Pigmalione, tratto dalla commedia di George Bernard Shaw, con la collaborazione al montaggio di David Lean; "...uno dei migliori e più prestigiosi film inglesi prima della guerra". Seguì un'altra commedia, Il francese senza lacrime, che avviò il sodalizio con lo scrittore Terence Rattigan. Negli anni successivi, il regista contribuì allo sforzo bellico britannico con alcuni film di intento propagandistico: Cottage to Let, Uncensored, The Demi-Paradise e il documentario Welcome to Britain.
Questa eccentrica figura di origini aristocratiche, che sul " set vestiva come un elettricista e, se è possibile, anche peggio", era stato il primo regista britannico ad iscriversi a un sindacato industriale. Durante la seconda guerra mondiale, nella qualità di presidente della Association of Cinematograph and Television Technicians (ACTT), carica che avrebbe rivestito per 30 anni, condusse una determinata ed incisiva battaglia contro la smobilitazione degli studi cinematografici.

### Dopoguerra
Mentre conduceva un'altra dura lotta personale contro l'alcolismo, che "già all'inizio del decennio aveva cominciato a costituire una seria preoccupazione per amici e collaboratori", diresse alcune tra le sue più raffinate e popolari opere, anch'esse tratte da drammi di Rattigan: in particolare Tutto mi accusa (1948) e Addio Mr. Harris (1951). Prima di "iniziare una fase sostanzialmente declinante", Asquith adatto' per lo schermo L'importanza di chiamarsi Ernesto di Oscar Wilde, opera di "confezione squisita, recitato con eleganza infallibile". Merita ancora di essere segnalato il film "più noto del decennio sul tema dello spionaggio a sfondo bellico", Ordine di uccidere (1958).
Il suo ruolo di primo piano nell'establishment cinematografico britannico e la classica eleganza formale dei suoi film lo resero il bersaglio ideale, insieme al francese Claude Autant-Lara, degli attacchi portati dai giovani cineasti dei Cahiers du cinéma (François Truffaut, Éric Rohmer) al "cinema di papà". Negli anni sessanta concluse la sua attività dirigendo alcune produzioni internazionali ad elevato budget, popolate di grosse star, come Shirley MacLaine, Ingrid Bergman, Richard Burton, Omar Sharif, Elizabeth Taylor, Jeanne Moreau, Alain Delon, Orson Welles, quali International Hotel (1963) e Una Rolls-Royce gialla (1965). 
Asquith, fu un alcolizzato. Elegante e riservato omosessuale, non si sposò mai. Alla sua morte, nel 1968, il Primo Ministro britannico Harold Wilson ebbe a definirlo "una figura unica ed insostituibile per tutto il cinema britannico".

## Filmografia

### Regista
- Shooting Stars (1928) – Co-regia con A. V. Bramble
- Underground (1928)
- The Runaway Princess (1930) – Co-regia con Fritz Wendhausen
- A Cottage on Dartmoor (1930)
- Tell England (1931) – Co-regia con Geoffrey Barkas
- Dance Pretty Lady (1932)
- The Lucky Number (1933)
- Unfinished Symphony (1934) – Co-regia con Willi Forst
- Moskow Nights (1935)
- The Story of Papworth, the Village of Hope (1936) – Cortometraggio
- Pigmalione (Pygmalion) (1938) – Co-regia con Leslie Howard
- Il francese senza lacrime (French Without Tears) (1940)
- Channel Incident (1940) – Cortometraggio
- Freedom Radio (1940)
- Quiet Wedding (1940)
- Cottage to Let (1940)
- Rush Hour (1941) – Cortometraggio
- Uncensored (1942)
- La tigre del mare (We Dive at Dawn) (1943)
- Nuovo orizzonte (The Demi-Paradise) (1943)
- A Welcome to Britain (1943) – Documentario (non accreditato)
- Il mio amore vivrà (Fanny by Gaslight) (1944)
- Two Fathers (1944) – Cortometraggio
- The Way to the Stars (1945)
- While the Sun Shines (1947)
- Tutto mi accusa (The Winslow Boy) (1948)
- Donna nel fango (The Woman in Question) (1950)
- Addio Mr. Harris (The Browning Version) (1950)
- L'importanza di chiamarsi Ernesto (The Importance of Being Earnest) (1952)
- M7 non risponde (The Net) (1953)
- The Final Test (1954)
- Giovani amanti (The Young Lovers) (1954)
- Per una questione di principio (Carrington V.C.) (1955)
- On Such a Night(1955) – Cortometraggio
- Ordine di uccidere (Orders to Kill) (1958)
- Il dilemma del dottore (The Doctor's Dilemma) (1958)
- Il diavolo nello specchio (Libel) (1959)
- La miliardaria (The Millionairess) (1960)
- Zero(1960) – Cortometraggio
- Two Living, One Dead (1961)
- L'attimo della violenza (Guns of Darkness) (1962)
- An Evening with the Royal Ballet(1963) – Documentario, co-regia con Anthony Havelock-Allan
- International Hotel (The VIPs) (1963)
- Una Rolls-Royce gialla (The Yellow Rolls-Royce) (1965)

### Sceneggiatore
- Boadicea, regia di Sinclair Hill (1927)
- Shooting Stars, regia di Anthony Asquith e A. V. Bramble (1928)
- Underground, regia di Anthony Asquith (1928)
- A Cottage on Dartmoor, regia di Anthony Asquith (1930)
- Tell England, regia di Anthony Asquith e Geoffrey Barkas (1931)
- Dance Pretty Lady, regia di Anthony Asquith (1932)
- Marry Me, regia di Wilhelm Thiele (1932)

- The Lucky Number, regia di Anthony Asquith (1933)
- Letting in the Sunshine, regia di Lupino Lane (1933)
- Moskow Nights, regia di Anthony Asquith (1935)
- Two Fathers, regia di Anthony Asquith (1944) – Non accreditato
- L'importanza di chiamarsi Ernesto (The Importance of Being Earnest), regia di Anthony Asquith (1952) – Non accreditato
- Two Living, One Dead, regia di Anthony Asquith (1961)

## Riconoscimenti
- Festival di Cannes
  - 1951 – Candidatura al Grand Prix du Festival per Addio Mr. Harris
  - 1958 – Candidatura alla Palma d'oro per Ordine di uccidere
- Mostra internazionale d'arte cinematografica di Venezia
  - 1938 – Candidatura alla Coppa Mussolini per il miglior film straniero per Pigmalione (condivisa con Leslie Howard)
  - 1946 – Candidatura al premio della commissione internazionale di giornalisti per The Way to the Stars
  - 1948 – Candidatura al Gran Premio Internazionale di Venezia per il miglior film per Tutto mi accusa
  - 1952 – Candidatura al Leone d'oro per L'importanza di chiamarsi Ernesto
- Festival internazionale del cinema di Berlino
  - 1951 – Orso di bronzo (film drammatici) per Addio Mr. Harris
  - 1951 – Piccola placca di bronzo (premio del pubblico) per Addio Mr. Harris
- Premio Bodil
  - 1952 – Miglior film europeo per Addio Mr. Harris
- Festival internazionale del cinema di Mar del Plata
  - 1959 – Candidatura per il miglior film internazionale per Ordine di uccidere
  - 1965 – Candidatura per il miglior film internazionale per An Evening with the Royal Ballet (condivisa con Anthony Havelock-Allan)

## Ascendenza
|                                                    |              |                   | Genitori          |  |  | Nonni |  |  | Bisnonni       |  |  | Trisnonni       |  |
|                                                    |              |                   |                   |  |  |       |  |  | Joseph Asquith |  |  | William Asquith |  |
|                                                    |              |                   |                   |  |  |       |  |  | Joseph Asquith |  |  | William Asquith |  |
|                                                    |              | Hannah Gomersal   |                   |  |  |       |  |  | Joseph Asquith |  |  |                 |  |
| Joseph Dixon Asquith                               |              |                   |                   |  |  |       |  |  | Joseph Asquith |  |  |                 |  |
|                                                    |              | Esther Dixon      | Joseph Dixon      |  |  |       |  |  |                |  |  |                 |  |
|                                                    |              | Esther Dixon      | Joseph Dixon      |  |  |       |  |  |                |  |  |                 |  |
|                                                    |              | Esther Dixon      | Sarah Roberts     |  |  |       |  |  |                |  |  |                 |  |
| Herbert Henry Asquith, I conte di Oxford e Asquith |              | Esther Dixon      |                   |  |  |       |  |  |                |  |  |                 |  |
|                                                    |              | William Willans   | Benjamin Willans  |  |  |       |  |  |                |  |  |                 |  |
|                                                    |              | William Willans   | Benjamin Willans  |  |  |       |  |  |                |  |  |                 |  |
|                                                    |              | William Willans   | Sarah Haworth     |  |  |       |  |  |                |  |  |                 |  |
| Emily Willans                                      |              | William Willans   |                   |  |  |       |  |  |                |  |  |                 |  |
|                                                    |              | Elizabeth Wrigley | John Wrigley      |  |  |       |  |  |                |  |  |                 |  |
|                                                    |              | Elizabeth Wrigley | John Wrigley      |  |  |       |  |  |                |  |  |                 |  |
|                                                    |              | Elizabeth Wrigley | Hannah Batley     |  |  |       |  |  |                |  |  |                 |  |
| Anthony Asquith                                    |              | Elizabeth Wrigley |                   |  |  |       |  |  |                |  |  |                 |  |
|                                                    | John Tennant | Charles Tennant   |                   |  |  |       |  |  |                |  |  |                 |  |
|                                                    | John Tennant | Charles Tennant   |                   |  |  |       |  |  |                |  |  |                 |  |
|                                                    | John Tennant | Margaret Wilson   |                   |  |  |       |  |  |                |  |  |                 |  |
| Charles Tennant, I baronetto                       | John Tennant |                   |                   |  |  |       |  |  |                |  |  |                 |  |
|                                                    |              | Robina Arrol      | Charles Arrol     |  |  |       |  |  |                |  |  |                 |  |
|                                                    |              | Robina Arrol      | Charles Arrol     |  |  |       |  |  |                |  |  |                 |  |
|                                                    |              | Robina Arrol      | Barbara Fullerton |  |  |       |  |  |                |  |  |                 |  |
| Emma Alice Margaret Tennant                        |              | Robina Arrol      |                   |  |  |       |  |  |                |  |  |                 |  |
|                                                    |              | Richard Winsloe   | Richard Winsloe   |  |  |       |  |  |                |  |  |                 |  |
|                                                    |              | Richard Winsloe   | Richard Winsloe   |  |  |       |  |  |                |  |  |                 |  |
|                                                    |              | Richard Winsloe   | Catherine Walter  |  |  |       |  |  |                |  |  |                 |  |
| Emma Winsloe                                       |              | Richard Winsloe   |                   |  |  |       |  |  |                |  |  |                 |  |
|                                                    |              | Charlotte Monkton | John Monkton      |  |  |       |  |  |                |  |  |                 |  |
|                                                    |              | Charlotte Monkton | John Monkton      |  |  |       |  |  |                |  |  |                 |  |
|                                                    |              | Charlotte Monkton | Charlotte Slade   |  |  |       |  |  |                |  |  |                 |  |
|                                                    |              | Charlotte Monkton |                   |  |  |       |  |  |                |  |  |                 |  |